# 杜伊塔馬

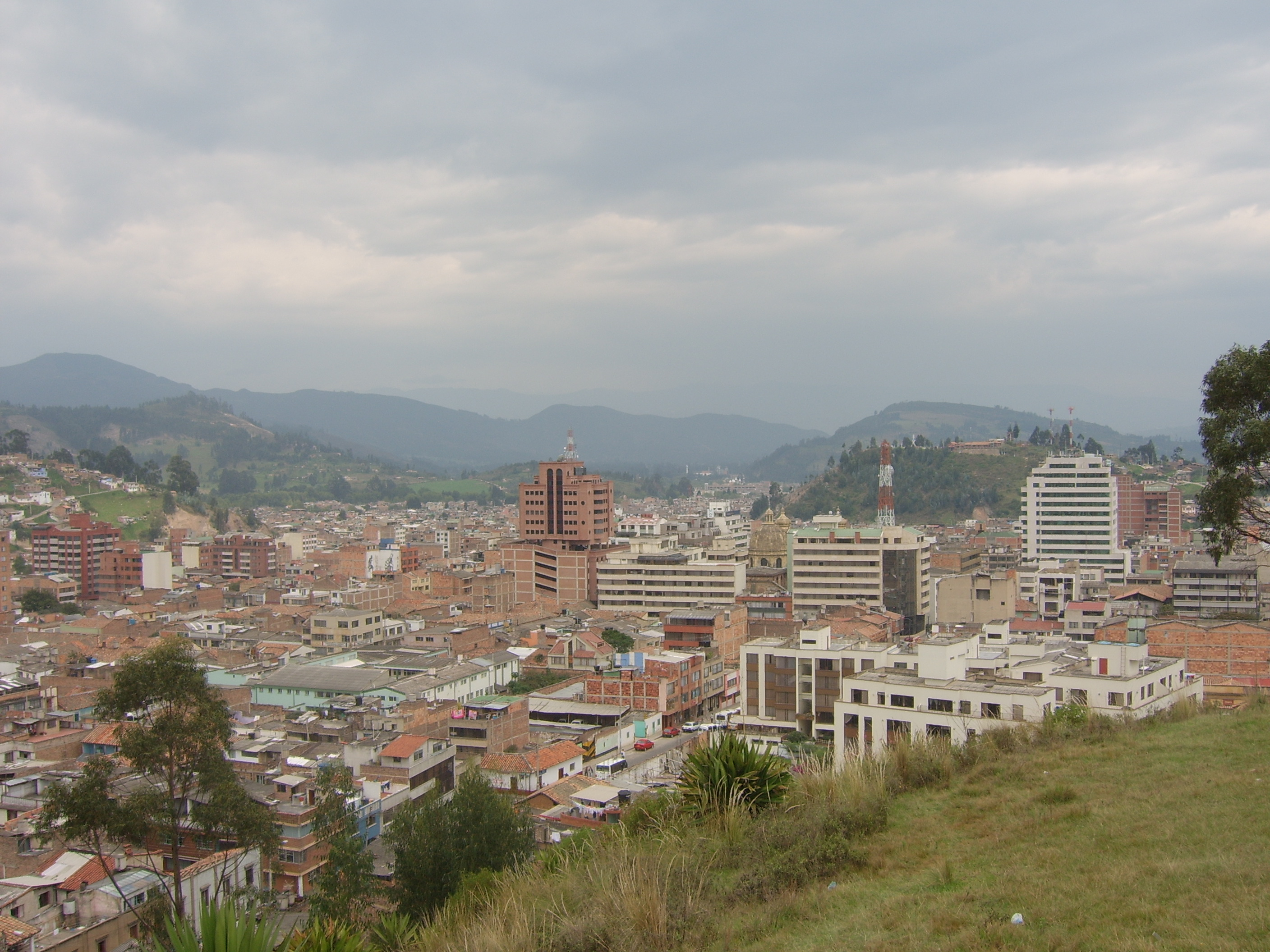

杜伊塔馬是哥倫比亞的城市，位於該國中部，由博亞卡省負責管轄，距離首府通哈55公里，面積186平方公里，海拔高度2,530米，該鎮在二十世紀中葉前的經濟活動是農業，2007年人口約142,000。

## 外部連結
- Local Government （页面存档备份，存于）
- Read news and information about Duitama al Excelsio
- Duitama map （页面存档备份，存于）

5°50′N 73°01′W / 5.833°N 73.017°W